# Gran Facha
Gran Facha (též Cúspide de Bachimaña, francouzsky Grande Fache, aragonsky Pico Vachimanya, 3005 m n. m.) je hora v Pyrenejích. Leží na státní hranici mezi Francií (departement Hautes-Pyrénées) a Španělskem (provincie Huesca). Hora leží mezi ledovcovými kary Marcadau, Piedrafita a Bachimaña obklopena mnoha jezery.
Jako první stanul na vrcholu v roce 1874 Henry Russell.